# Cosmos 230
Cosmos 230 (en cirílico, Космос 230) fue un satélite artificial científico soviético perteneciente a la clase de satélites DS (el segundo y último de los dos modelos de tipo DS-U3-S) y lanzado el 5 de julio de 1968 mediante un cohete Cosmos-2I desde el cosmódromo de Kapustin Yar.

## Objetivos
La misión de Cosmos 230 consistió en realizar estudios sobre el Sol en diferentes zonas espectrales.

## Características
El satélite tenía una masa de 400 kg (aunque otras fuentes indican 367 kg) y fue inyectado inicialmente en una órbita con un perigeo de 290 km y un apogeo de 580 km, con una inclinación orbital de 48,5 grados y un periodo de 92,9 minutos.
Cosmos 230 reentró en la atmósfera el 2 de noviembre de 1968.

## Resultados científicos
Cosmos 230 llevó a cabo mediciones sobre las erupciones solares en rayos X.